# Hans Nåds testamente (film, 1940)
Hans Nåds testamente är en svensk dramafilm från 1940 i regi av Per Lindberg. I huvudrollerna ses Olof Sandborg, Barbro Kollberg, Hjördis Petterson, Alf Kjellin och Ludde Gentzel.

## Handling
På Rogershus ska den gamle baronen och kammarherren Roger Bernhusen de Sars fylla 70 år och denna dag offentliggöra sitt testamente där huvudarvingen ska bli hans oäkta dotter, den 15-åriga Blenda. Baronens syster tänker dock inte finna sig i att bli struken ur testamentet. 

## Om filmen
Filmen premiärvisades annandag jul 1940; Stockholmspremiär den 29 december samma år på biograf Röda Kvarn vid Biblioteksgatan. Som förlaga till filmen har man Hjalmar Bergmans roman Hans nåds testamente från 1910 samt pjäsen med samma namn som i dramatiserad version uppfördes i radio 1929 och på Vasateatern i Stockholm den 25 augusti 1931. Romanen filmatiserades första gången 1919, då med regi av Victor Sjöström som tillsammans med Hjalmar Bergman svarade för manusbearbetningen.
Hans Nåds testamente har visats i SVT, bland annat 1984, 1991, 1995, 2001, 2020, i augusti 2022 och i oktober 2024.

## Rollista i urval
- Olof Sandborg – Hans Nåd kammarherren Roger Bernhusen de Sars till Rogershus
- Barbro Kollberg – Blenda, hans dotter
- Hjördis Petterson – änkedomprostinnan Julia Hyltenius, Hans Nåds syster
- Willy Peters – Roger, hennes son
- John Ekman – häradshövding Abraham Björner
- Ludde Gentzel – Anders Wickberg, kammartjänare
- Carl Ström – Johnsson, pensionerad skogvaktare
- Knut Pehrson – Toni, taffeltäckare
- Viran Rydkvist – fru Lovisa Enberg, husföreståndarinna
- Alf Kjellin – Jacob, deras son
- Gudrun Brost – Beda, köksa
- Jullan Jonsson – Mina, kokerska
- John Botvid – Lars, kusk
- Wiktor Andersson – inspektor
- Ernst Brunman – Kalle, fjärdingsman
- Rune Halvarsson – Nils, dräng

## Musik i filmen
- "Lilla Ludde" ("Här kommer lilla Ludde, hå-hå, ja-ja"), sång Carl Ström
- "Andante amoroso", kompositör Gunnar Johansson, instrumental
- "Vår Gud är oss en väldig borg" (Eine feste Burg ist unser Gott), kompositör och text Martin Luther, svensk text 1536 Olaus Petri svensk text 1816 Johan Olof Wallin
- "Ja, må han leva!", sång Jeanette Bonnier
- "Intermezzo pastoral", kompositör Gunnar Johansson, instrumental
- "Rullan går" ("Rullan kommer, rullan går"), sång Carl Ström med den ändrade texten "Jullan kommer, Jullan går"